# Elecciones internas de Uruguay de 1982
Las elecciones internas de Uruguay del año 1982 se celebraron el domingo 28 de noviembre de 1982 en todo el territorio de Uruguay. Fueron fiscalizadas por la Corte Electoral.

## Trasfondo
En 1982 regía en Uruguay un régimen dictatorial. Los militares detentaban el poder, y pretendían perpetuarse en el mismo, pero buscaban la manera de legitimarse entre la ciudadanía. Es de destacar que en 1976, días antes de la caída del dictador Juan María Bordaberry, en una tensa reunión donde el mismo pretendía suprimir para siempre los partidos tradicionales e instaurar un estado corporativo, los militares, con el general Gregorio Álvarez a la cabeza, sostuvieron vehementemente la vigencia de los partidos en Uruguay: "Uruguay es poncho y sobretodo, Peñarol y Nacional" (en alusión al poncho de Aparicio Saravia y al sobretodo de José Batlle y Ordóñez, símbolos de los partidos tradicionales). Pero los años transcurrían, la ciudadanía había rechazado en 1980 un proyecto de reforma constitucional que pretendía institucionalizar el militarismo, y los militares seguían dando vueltas en busca de un nuevo sistema que los mantuviese en el poder de alguna otra manera.
Además, en un contexto internacional dominado por la Guerra Fría, existía entre los militares una ideología anticomunista, que consideraba un peligro para la patria y la soberanía la presencia de cualquier infiltración del bloque soviético; y querían ver renacer a la vida pública a los históricos partidos uruguayos, pero "liberados del flagelo comunista". 
Fue así que desproscribieron a los más connotados dirigentes de los Partidos Tradicionales y de la Unión Cívica, con algunas notorias excepciones. Permanecieron proscritos los partidos de izquierda en todas sus denominaciones: Frente Amplio, Partido Demócrata Cristiano, Partido Socialista del Uruguay, Partido Comunista del Uruguay, etc.

## Postulantes
Los partidos habilitados por el régimen dictatorial presentaron listas de candidatos a los órganos deliberantes; en un intento por minimizar la memoria de los ciudadanos, se impuso que las hojas de votación estuviesen identificadas con tres letras (tradicionalmente, las hojas de votación uruguayas llevan números identificatorios de honda raigambre en el imaginario popular). 
A continuación, un detalle de las listas más importantes que se presentaron a consideración de la cuidadanía (cuando se indican denominaciones de listas, por practicidad se utiliza sólo aquellas de Montevideo):

### Partido Nacional
- Lista ACF, encabezada por el historiador y exministro Juan E. Pivel Devoto. Reunía a los principales dirigentes de los movimientos Por la Patria y Nacional de Rocha, estando proscrito por los militares y exiliado su líder nato, Wilson Ferreira Aldunate. De todos modos, la ciudadanía blanca y también numerosos frenteamplistas se volcaron masivamente a sufragar por esta lista, manifestando así un frontal rechazo a la dictadura y a la proscripción de líderes políticos. A sugerencia del dirigente Fernando Oliú, se utilizó el eslogan Adelante con fe (en una velada pero evidente alusión a "Adelante con Ferreira").[3]
- Lista ABP, sublema "Consejo Nacional Herrerista", encabezado por Luis Alberto Lacalle, de orientación conservadora, pero opuesto a la dictadura.
- Lista ACG, "Divisa Blanca" (la antigua Lista 400), encabezada por Eduardo Pons Echeverry.
- Lista BCF, sublema "Partido Nacional Presente", distintivo "Libertad y Servicio" orientada por Alberto Gallinal Heber, cuestionador del liderazgo de Wilson Ferreira.

### Partido Colorado
- Lista ABX, distintivo "Batllismo Unido", agrupación "Unidad y Reforma", correspondiente al sector Lista 15, del por entonces proscripto Jorge Batlle Ibáñez. Fue encabezada por el dos veces ministro Julio María Sanguinetti, quien se perfiló con dotes de estadista y a la postre resultaría ungido Presidente de la República.
- Lista ACE, distintivo "Libertad y Cambio", liderado por Enrique Tarigo (quien saltase a la fama con su participación como opositor en el debate televisivo sobre la reforma constitucional de los militares en 1980); muchos jóvenes dirigentes la nutrieron, como Luis Hierro López y Ope Pasquet.
- Lista BAB, sublema Unión Colorada y Batllista, distintivo "Por Pacheco Presidente" (correspondiente a la Lista 123) orientada por el expresidente Jorge Pacheco Areco.
- Lista ABR, distintivo "Batllismo Radical", encabezada por Manuel Flores Mora.
- Lista BCH, agrupación "Corriente Batllista Independiente", orientada por Manuel Flores Silva (hijo del anterior), que se perfiló como "la izquierda del Partido Colorado".

### Unión Cívica
- Lista ACH, encabezada por Juan Vicente Chiarino. Hubo una sola lista por departamento.

### Voto en blanco
Siendo que estas elecciones no eran de voto obligatorio, hubo políticos frenteamplistas proscritos que promovieron el voto en blanco como forma de protesta. Sin embargo, esta opción apenas se manifestó en unas 85.000 voluntades. Se estima que, de hecho, gran cantidad de frenteamplistas se volcaron a sufragar por las opciones menos conservadoras de los partidos tradicionales, en particular la lista ACF del Partido Nacional y la Corriente Batllista Independiente del Partido Colorado.

## Consecuencias
Así las cosas, en cada partido tradicional triunfó la opción más claramente opositora al militarismo, y los uruguayos volvieron a vivenciar su apego a las divisas tradicionales. Por otra parte, como el Partido Nacional claramente superó en votos al Partido Colorado, esto a la larga fue un factor que, de cara a las elecciones de 1984, derivaría en la desproscripción parcial del Frente Amplio.